# Dahomeyi mitológia
A dahomeyi – más néven fon – egy benini nemzet. A dahomeyi mitológia jellegzetessége, hogy egy egész panteonnyi mennydörgés-istent vonultat fel, például Xewioso a So-vidék mennydörgésistene. A mennydörgésisten-panteon feje Sogbo (ami egyben a mennydörgés-istenek híveit is jelenti).
A dahomeyiek főistene Nana Buluku, Liza és Mawu (a teremtő istenek, akik később összeházasodtak) apja. Liza férfi, Mawu pedig nő, de néhány mítosz egyként hivatkozik rájuk, mint Mawu-Lisa, egy se nem férfi, se nem nő, azaz hermafrodita istenség. A világ teremtése – hasonlóan az ábrahámi vallásokhoz – egy (négynapos) hét alatt zajlott le. Az első napon Mawu-Lisa megteremtette az univerzumot és az emberiséget. A második napon a földet élhetővé tette az emberek számára. A harmadik napon az embereknek értelmet, nyelvet és érzékeket adott. Végül a negyedik napon az emberiség megkapta a technológia ajándékát. A többi isten Lisa-Mawu szent ürülékéből született.
Az afrikai diaszpóra során a dahomeyi mítoszok eljutottak egészen Haitiig, ahol Dan (a világegyetemet tartó kígyóisten) a haiti vuduban Damballah lett. Sok dahomeyi és más nyugat-afrikai kultúra művészetében jelen van egy függőleges kígyómotívum, amely az isteni hatalom emberiség felé történő továbbítását jelképezi.

## A dahomeyi istenek
- Agé – a vadászok, a vadon (és a benne élő állatok) pártfogója
- Ayaba és Loko – testvér istennők
- Da – Lisa és Mawu fia
- Dan – egy kígyó, Lisa fia, aki segédkezett a világegyetem teremtésénél; a testén viseli az univerzum súlyát, 3500-szor körbetekeredve alatta és 3500-szor felette
- Gbadu – Lisa és Mawu leánya
- Gleti – holdistennő, az összes csillag anyja; a holdfogyatkozás akkor történik, amikor a férje árnyéka eltakarja Gleti arcát
- Gu – a háború istene, a kovácsok és a kézművesek patrónusa, Lisa és Mawu fia; azért küldték a földre, hogy egy szép helyet varázsoljon belőle az emberek számára, de ezzel a feladatával máig sem végzett
- Sakpata – a himlő istene
- Xewioso – a So-vidék mennydörgésistene, Gun ikertestvére, Mawu és Lisa fia
- Zinsu és Zinsi – hatalmas varázslóikrek (nem tisztázott a nemük, valamint az sem hogy istenek vagy halandók-e)

## Fordítás
Ez a szócikk részben vagy egészben a Dahomey mythology című angol Wikipédia-szócikk fordításán alapul.  Az eredeti cikk szerkesztőit annak laptörténete sorolja fel. Ez a jelzés csupán a megfogalmazás eredetét és a szerzői jogokat jelzi, nem szolgál a cikkben szereplő információk forrásmegjelöléseként.